# Dumetocrinus antarcticus
Dumetocrinus antarcticus is een zeelelie uit de familie Hyocrinidae.
De wetenschappelijke naam van de soort werd in 1908 gepubliceerd door Francis Arthur Bather.